# Municipio 1 di Milano
Il municipio 1 (Centro storico) è una delle nove circoscrizioni comunali di Milano.
La sede del Consiglio si trova in via Guglielmo Marconi, 2.

## Descrizione del municipio
Il municipio 1 di Milano comprende tutto il centro storico, partendo dal centro geografico di Milano di Piazza Duomo sino alla cerchia dei Bastioni.

## Suddivisioni
Il municipio 1 comprende i seguenti quartieri: Duomo, Brera, Ticinese, Quadronno-Guastalla, Magenta-San Vittore, Parco Sempione, Giardini Porta Venezia, Pagano e Sarpi.
Il centro storico di Milano era anticamente suddiviso in sei sestieri: il sestiere di Porta Comasina, il sestiere di Porta Nuova, il sestiere di Porta Orientale, il sestiere di Porta Romana, il sestiere di Porta Ticinese e il sestiere di Porta Vercellina. Ogni sestiere era poi a sua volta diviso in cinque contrade.

## Etnie e minoranze straniere
Secondo il Comune di Milano, gli stranieri residenti nel municipio 1 sono 14.584, il 14,68% del totale.

## Stazioni
Stazioni della metropolitana di Milano:
- Cadorna, Cairoli, Conciliazione, Cordusio, Duomo, Palestro, Porta Venezia e San Babila.
- Cadorna, Lanza, Moscova, Sant'Agostino e Sant'Ambrogio.
- Crocetta, Duomo, Missori,  Montenapoleone, Porta Romana e Turati.
- De Amicis, San Babila, Sant'Ambrogio, Santa Sofia, Sforza-Policlinico, Tricolore e Vetra.

Stazioni ferroviarie:
- Ferrovie nord: Cadorna.
- Rfi: Porta Venezia

## Luoghi di interesse
- Piazza del Duomo
- Teatro alla Scala
- Galleria Vittorio Emanuele II
- Palazzo Marino
- Via Monte Napoleone
- Quadrilatero della moda
- Piazza Cordusio
- Palazzo Reale
- Piccolo Teatro
- Palazzo Mezzanotte
- Accademia di belle arti di Brera
- Castello Sforzesco
- Torre Velasca
- Museo del Novecento
- Colonne di San Lorenzo

## Parchi
- Giardini della Guastalla
- Parco Sempione
- Giardini Pubblici Indro Montanelli
- Parco delle Basiliche
- Giardini della Villa Comunale
- Giardino Perego